# Thouarella tydemani
Thouarella tydemani är en korallart som beskrevs av W. Versluys 1906. Thouarella tydemani ingår i släktet Thouarella och familjen Primnoidae. Inga underarter finns listade i Catalogue of Life.